# Rudolf Stark (Politiker)
Rudolf Stark (* 13. August 1948 in Salzburg) ist ein österreichischer Politiker (FPÖ). Er ist seit 1991 Abgeordneter zum Wiener Landtag und Mitglied des Wiener Gemeinderats.

## Ausbildung und berufliche Tätigkeit
Rudolf Stark legte seine Matura 1968 am TGM ab und ist von Beruf Steuerberater. 

## Politische Tätigkeit
Er gehört seit 1969 der FPÖ-Penzing an, wo er unter anderem die Funktionen des Finanzreferenten, Personalreferenten, Obmannstellvertreter sowie Obmann innehatte. Er war Mitglied der Landesparteileitung, der Bundesparteileitung sowie Bundesrechnungsprüfer. Von 1978 bis 1991 war Stark zudem Bezirksrat in Penzing. Im Dezember 1991 wechselte er in den Wiener Landtag und Gemeinderat. Er ist in der 18. Gesetzgebungsperiode Mitglied im Ausschuss für „Finanzen, Wirtschaftspolitik und Wiener Stadtwerke“.
Stark ist Mitglied der schlagenden akademischen Burschenschaft Aldania und Vorstandsmitglied der, vom Dokumentationsarchiv des österreichischen Widerstandes als rechtsextrem eingestuften, Österreichischen Landsmannschaft.

## Privates
Rudolf Stark ist verheiratet und hat drei Kinder.

## Auszeichnungen
- 2008: Goldenes Ehrenzeichen für Verdienste um das Land Wien